# Штефан Петер (плавець)
Штефан Петер (нім. Stefan Peter, 17 листопада 1964) — німецький плавець.
Учасник Олімпійських Ігор 1984 року. Бронзовий медаліст Чемпіонату світу з водних видів спорту 1982 року.